# Port Macquarie
Port Macquarie város és tengerparti üdülőhely Ausztráliában, Új-Dél-Walesben. Lakossága 2022-ben nagyjából 50 000 fő, 2018 júniusában a becslések szerint 47 973 fő volt.

## Földrajz
Sydney-től 390 km-re északkeletre, Brisbane-től 570 km-re délre, a Csendes-óceán partján, a Vernon grófságban eredő Hastings folyó torkolatánál fekszik.

## Története
Első európaiként John Oxley felfedező jutott el ide, amikor Új-Dél-Wales belső vidékeiről kiért a tengerpartra. Lachlan Macquarie gyarmati kormányzóról nevezte el a helyet. 
1821-ben büntetés-végrehajtási kolóniát hoztak létre itt, mely egészen 1830-ig működött, majd felhagyták. Ezt követően Port Macquariet szabad telepesek foglalták el. 
A település exportkereskedelemmel foglalkozott, mely főleg búzából, kukoricából és cédrusfából állt. A tengerpart melletti New England körzetből induló út építését 1840-ben fejezték be, mely ösztönözte a város hajózási ponttá való növekedését, a várost 1887-ben községgé kiáltották ki.
Port Macquarie légi és vasúti összeköttetésekkel rendelkezik Sydneybe.

## Látnivalói
- Az egykori büntetőtelep maradványai, köztük egy, az egykor itt élő elítéltek által épített Szent Tamás anglikán templommal.
- Beteg és sérült koalák ápolására létrejött kórház.

## Képek

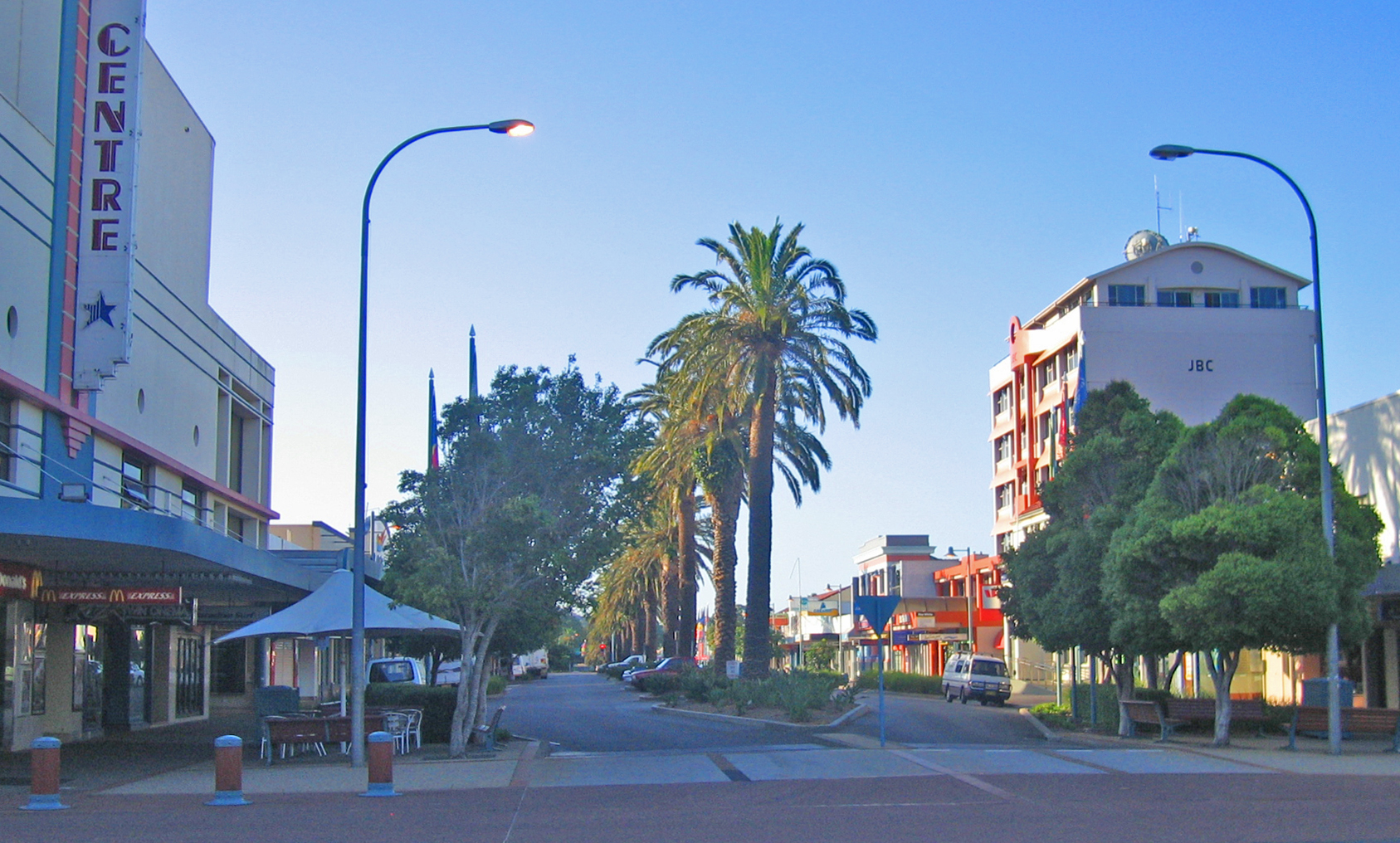
A főutca
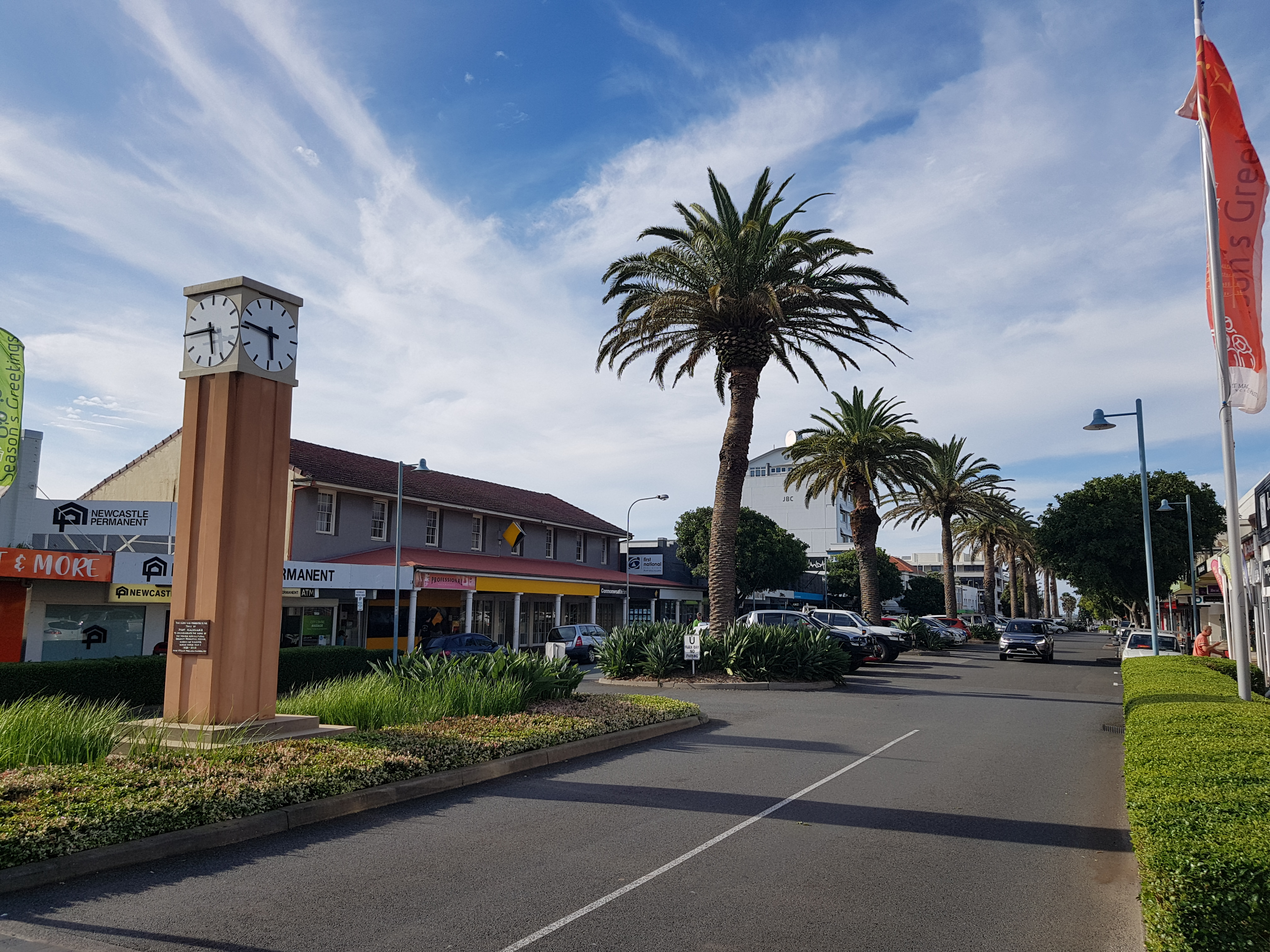
Vilmos utca
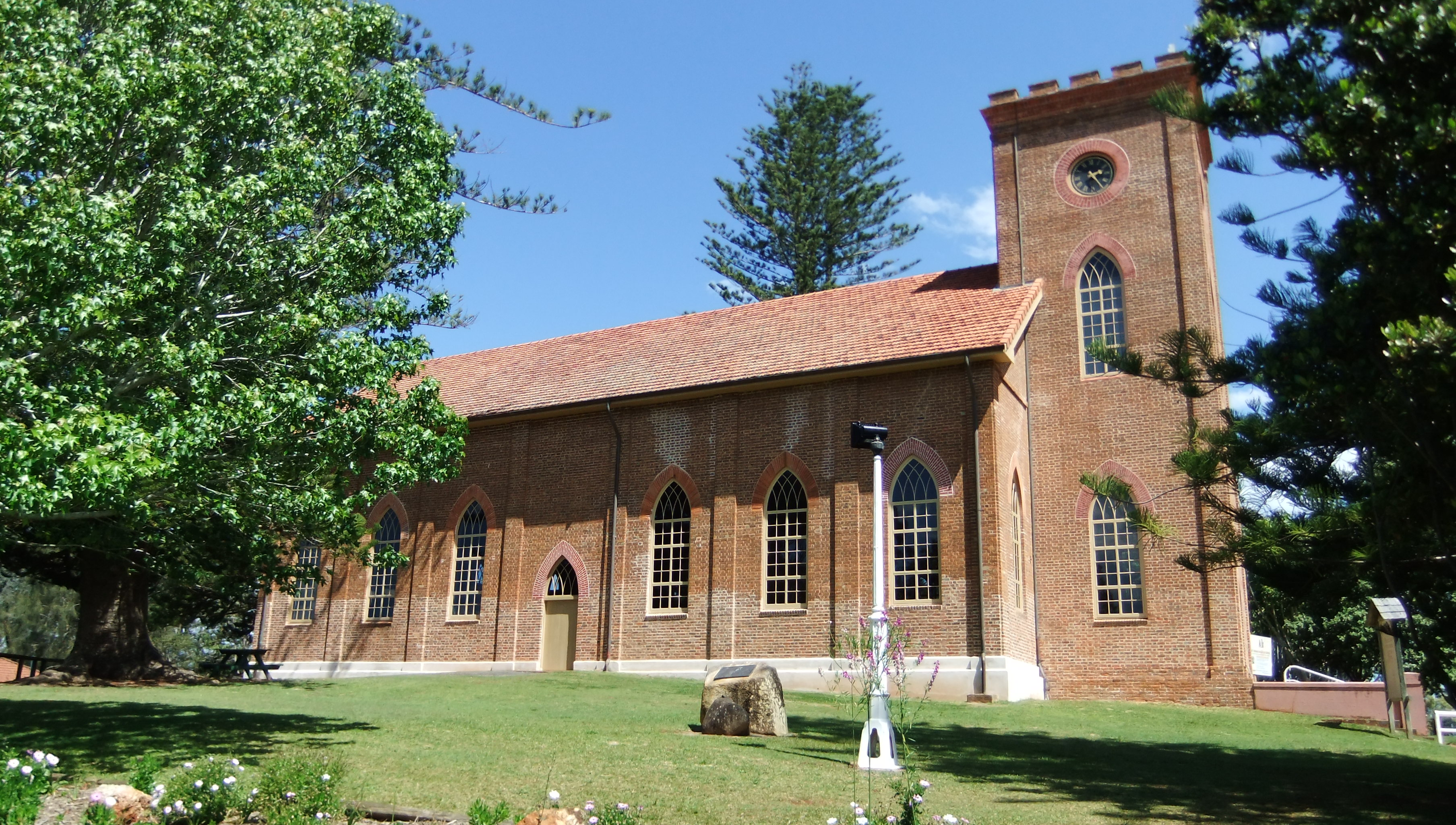
Szent Tamás anglikán templom
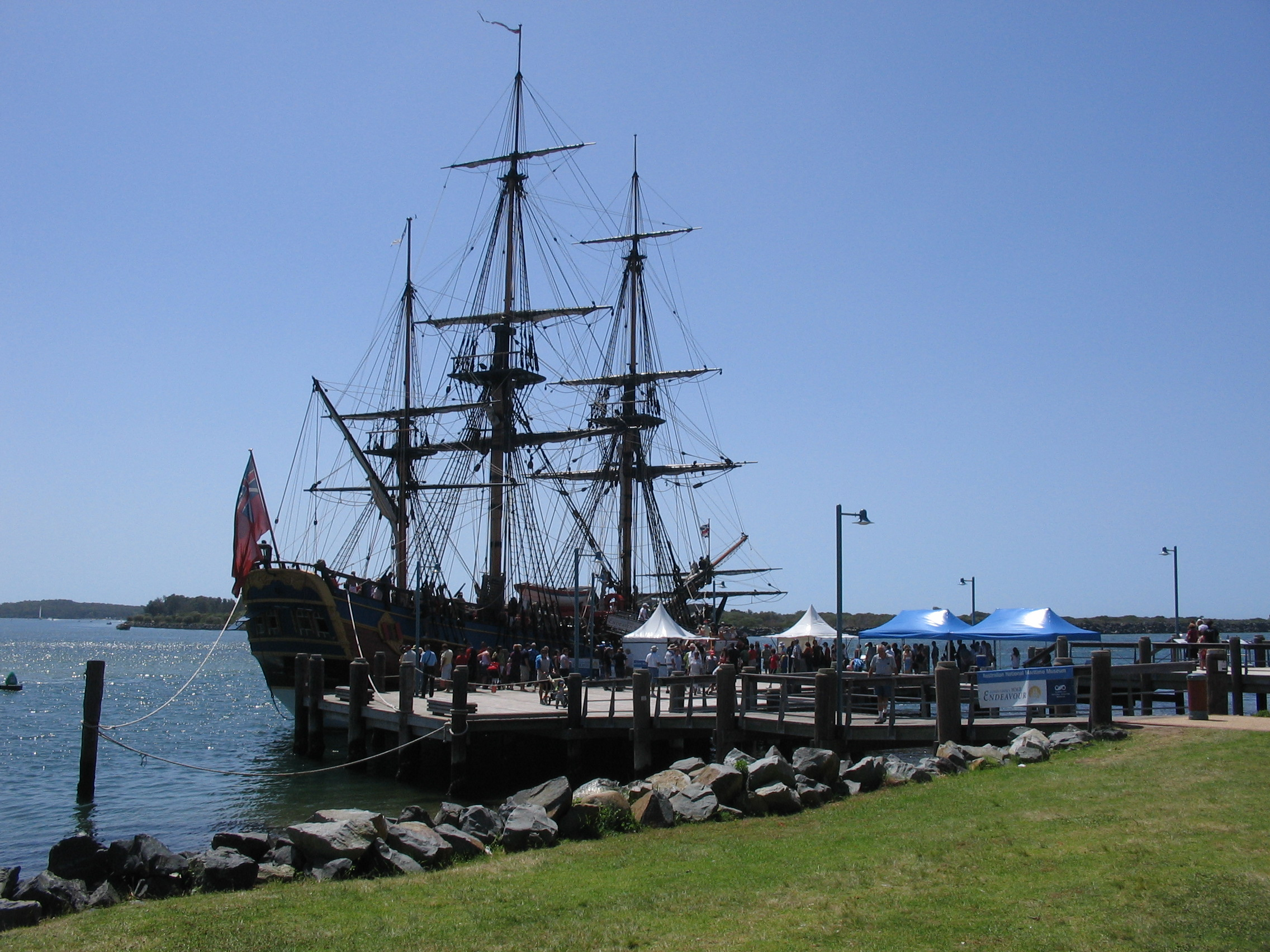
A HMB Endeavour vitorláshajó másolata
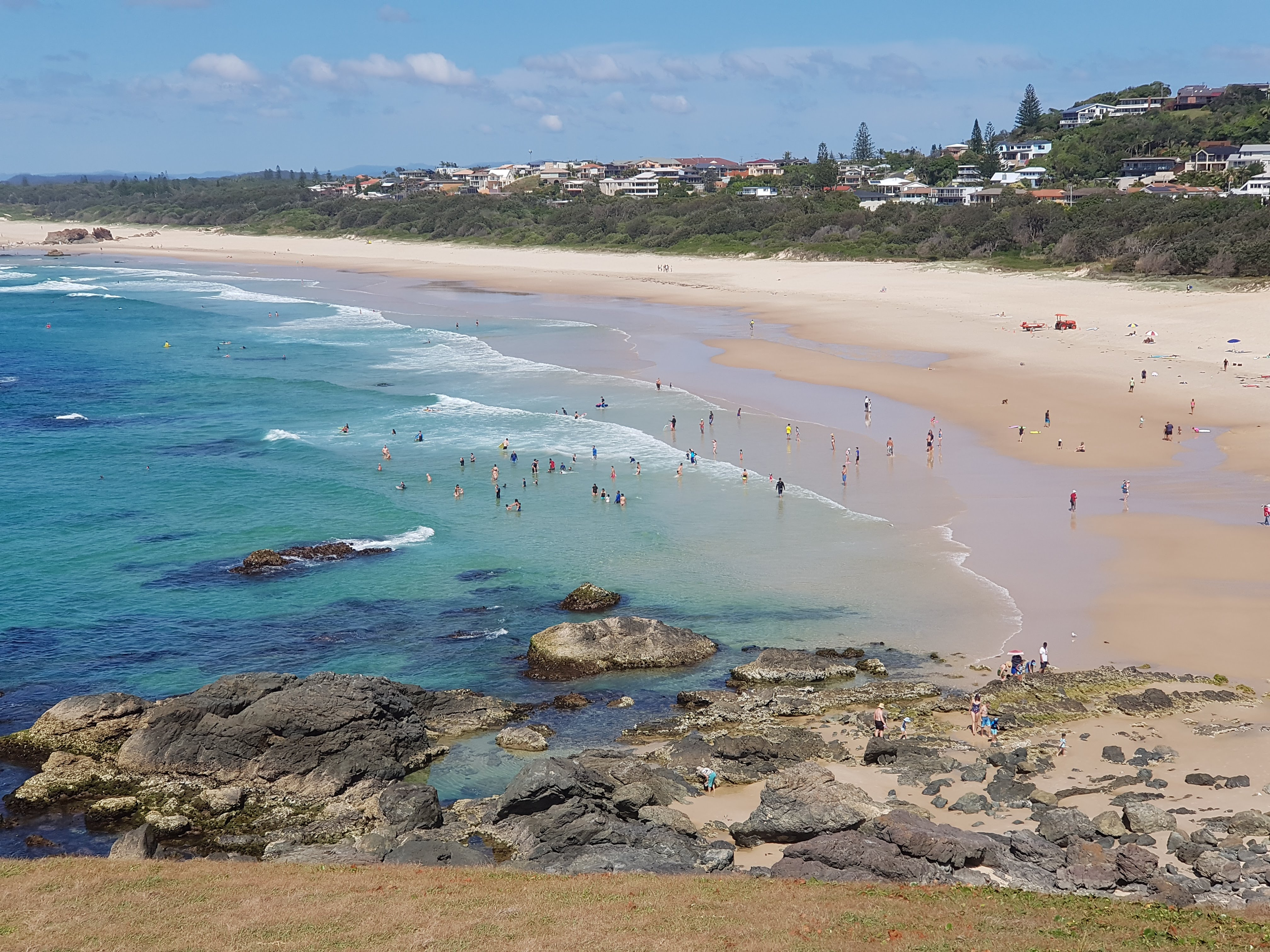
Világítótorony strand

## Fordítás
- Ez a szócikk részben vagy egészben  a   Port Macquarie című angol Wikipédia-szócikk fordításán alapul.  Az eredeti cikk szerkesztőit annak laptörténete sorolja fel. Ez a jelzés csupán a megfogalmazás eredetét és a szerzői jogokat jelzi, nem szolgál a cikkben szereplő információk forrásmegjelöléseként.

## Külső hivatkozások
- Turisztikai honlap (angolul)